# Eurysternus superbus
Eurysternus superbus là một loài bọ cánh cứng trong họ Bọ hung (Scarabaeidae).